# Benedetto Bonazzi

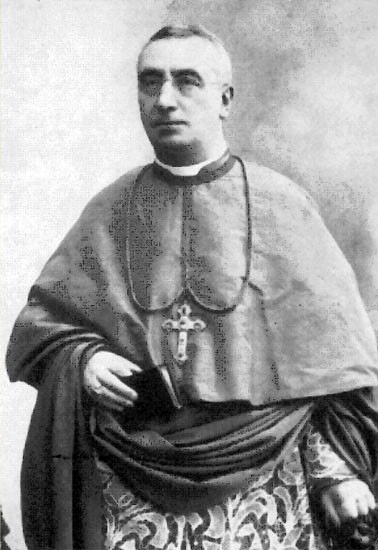
Erzbischof Benedetto Bonazzi OSB

Benedetto Bonazzi OSB (* 12. Oktober 1840 in Marigliano; † 23. April 1915 in Benevento) war ein italienischer Geistlicher, Benediktinerabt, Gräzist und seit 1902 Erzbischof von Benevent.

## Leben
Bonazzi studierte in der Benediktinerabtei Santissima Trinità di Cava de’ Tirreni. Er trat er in diese Abtei des Benediktinerordens ein und legte im August 1859 die Profess ab. Am 19. Dezember 1863 empfing er die Priesterweihe.
Ab 1865 widmete er sich dem Studium der klassischen Sprachen, wobei sein Interesse besonders dem Griechischen galt. Im brieflichen Austausch mit Georg Curtius und in Aufnahme von dessen etymologischem und vergleichendem Ansatz entwickelte er eine neue Didaktik des Altgriechischen. Sein Hauptwerk, das Griechisch-Italienische Wörterbuch (Dizionario Greco-Italiano), wurde zwischen 1880 und 1927 25-mal aufgelegt und verschaffte ihm europaweite Bekanntheit. 1872 wurde Bonazzi zum Professor der Universität Neapel ernannt, lehnte jedoch ab, um sich weiterhin den Schulen der Abtei widmen zu können. 1878 wurde er Rektor des dortigen Seminars.
Am 7. März 1894 ernannte ihn Papst Leo XIII. zum Gefreiten Abt von Santissima Trinità di Cava de’ Tirreni. Es gelang ihm, die Abtei technisch zu erneuern und sie u. a. 1901 mit elektrischem Licht auszustatten.
Nach dem Tod von Kardinal Donato Maria dell’Olio 1902 wurde Bonazzi zum neuen Erzbischof von Benevent ernannt. Die Bischofsweihe spendete ihm am 11. Juni 1902 Lucido Maria Kardinal Parocchi; Mitkonsekratoren waren Felix-Marie de Neckere, Titularerzbischof von Melitene, und Diomede Panici, Sekretär der Ritenkongregation. Erzbischof Bonazzi war besonders an der verstärkten kulturellen Bildung der Priester interessiert und traf 1907 in Loreto di Montevergine weitere italienische Bischöfe, um mit ihnen dieses und weitere kirchliche Fragen zu besprechen. Er reiste zweimal durch das ganze Gebiet seines Erzbistums und verfasste darüber Berichte. Diese wurden im Zweiten Weltkrieg vernichtet. Zum 50. Jubiläum seiner Priesterweihe sandte ihm Papst Pius X. 1913 einen handgeschriebenen Brief. Benedetto Bonazzi erkrankte im Folgejahr schwer und starb 1915 im Alter von 74 Jahren. Seinen Bruder Francesco hatte er vorher zum Testamentsvollstrecker bestimmt und seinen Besitz dem Domkapitel von Benevent vermacht.